# Stadionul 974
Stadionul 974 (în arabă استاد ٩٧٤, transliterat: Istād 974, fost Stadionul Ras Abu Aboud) a fost un stadion de fotbal din Ras Abu Aboud, Doha, Qatar. Deschis pe 30 noiembrie 2021, este un loc temporar alcătuit din 974 de containere reciclate care va găzdui meciuri în timpul Campionatul Mondial de Fotbal 2022, după care va fi demontat. Este primul stadion temporar din istoria Campionatului Mondial de Fotbal.